# Komisariat Straży Granicznej „Odolanów”
Komisariat Straży Granicznej „Odolanów” – jednostka organizacyjna Straży Granicznej pełniąca służbę ochronną na granicy polsko-niemieckiej w okresie międzywojennym.

## Geneza
Na wniosek Ministerstwa Skarbu, uchwałą z 10 marca 1920, powołano do życia Straż Celną. Od połowy 1921 jednostki Straży Celnej rozpoczęły przejmowanie odcinków granicy od pododdziałów Batalionów Celnych. Proces tworzenia Straży Celnej trwał do końca 1922. Komisariat Straży Celnej „Odolanów”, wraz ze swoimi placówkami granicznymi, wszedł w podporządkowanie Inspektoratu Straży Celnej „Ostrów”.
W drugiej połowie 1927 przystąpiono do gruntownej reorganizacji Straży Celnej. W praktyce skutkowało to rozwiązaniem tej formacji granicznej.
Rozkazem nr 3 z 25 kwietnia 1928 w sprawie organizacji Wielkopolskiego Inspektoratu Okręgowego dowódca Straży Granicznej gen. bryg. Stefan Pasławski powołał komisariat Straży Granicznej „Odolanów”, który przejął ochronę granicy od rozwiązywanego komisariatu Straży Celnej. 

## Formowanie i zmiany organizacyjne
Rozporządzeniem Prezydenta Rzeczypospolitej Polskiej Ignacego Mościckiego z 22 marca 1928, do ochrony północnej, zachodniej i południowej granicy państwa, a w szczególności do ich ochrony celnej, powoływano z dniem 2 kwietnia 1928 Straż Graniczną.
Rozkazem nr 3 z 25 kwietnia 1928 w sprawie organizacji Wielkopolskiego Inspektoratu Okręgowego dowódca Straży Granicznej gen. bryg. Stefan Pasławski przydzielił komisariat „Odolanów” do Inspektoratu Granicznego nr 12 „Ostrów” i określił jego strukturę organizacyjną. 
Już 15 września 1928 dowódca Straży Granicznej rozkazem nr 7 w sprawie zmian dyslokacji Wielkopolskiego Inspektoratu Okręgowego podpisanym w zastępstwie przez mjr. Wacława Szpilczyńskiego ustalał zasięg i podległość placówek. Nie wymieniał komisariatu Straży Granicznej „Odolanów”. Jego placówki przejął komisariat Straży Granicznej „Krotoszyn”

## Służba graniczna
Sąsiednie komisariaty:
- komisariat Straży Granicznej „Krotoszyn” ⇔ komisariat Straży Granicznej „Sośnie” − 1928

## Struktura organizacyjna
Organizacja komisariatu w kwietniu 1928:
- komenda − Odolanów
- placówka Straży Granicznej I linii „Sulmierzyce”
- placówka Straży Granicznej I linii „Uciechów”
- placówka Straży Granicznej I linii „Żabnik”
- placówka Straży Granicznej II linii „Odolanów”
- placówka Straży Granicznej II linii „Ostrów”